# (21410) Cahill
(21410) Cahill est un astéroïde de la ceinture principale d'astéroïdes.

## Description
(21410) Cahill est un astéroïde de la ceinture principale d'astéroïdes. Il fut découvert le 20 mars 1998 à Socorro (Nouveau-Mexique) par le projet LINEAR. Il présente une orbite caractérisée par un demi-grand axe de 2,28 UA, une excentricité de 0,13 et une inclinaison de 1,7° par rapport à l'écliptique.

## Compléments